# Upadek Kabulu (2001)
Upadek Kabulu miał miejsce 13 listopada 2001 roku podczas inwazji na Afganistan. 12 listopada główne siły Talibów wycofały się z miasta i podjęły marsz w kierunku Kandaharu i gór Tora Bora na południu. Jeszcze tego samego dnia Sprzymierzeni dotarli do bram miasta. Nielicznym i znacznie osłabionym przez uderzenia lotnictwa amerykańskiego siłom Talibów wzmocnionych terrorystami z Al-Kaidy nie powiodły się próby zbudowania skutecznej obrony i bez żadnego oporu 13 listopada oddali miasto wkraczającym wojskom amerykańskim. Mieszkańcy stolicy z entuzjazmem witali wkraczających żołnierzy.
Pomimo zdobycia stolicy i opanowania całego kraju, przez wiele lat trwały zacięte walki partyzanckie, a siły nowego demokratycznego rządu doznawały bolesnych strat. 
Pod kontrolę talibów miasto powróciło 15 sierpnia 2021, po niemal 20 latach od zdobycia Kabulu przez siły amerykańskie.